# Nesochrysa elisabethae
Nesochrysa elisabethae är en insektsart som först beskrevs av Navás 1928.  Nesochrysa elisabethae ingår i släktet Nesochrysa och familjen guldögonsländor. Inga underarter finns listade i Catalogue of Life.